# تيمبورا

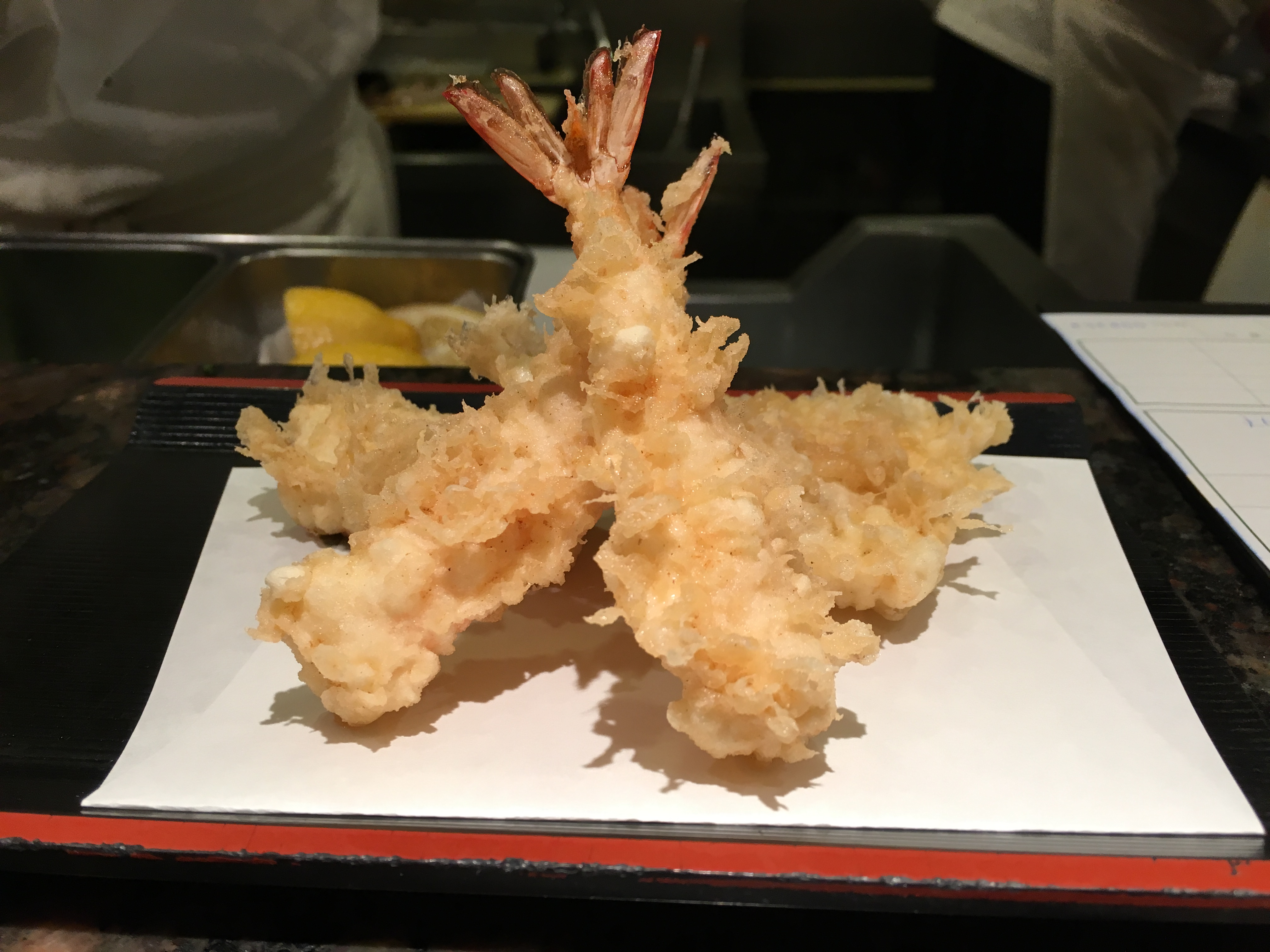
تشكيلة تيمبورا

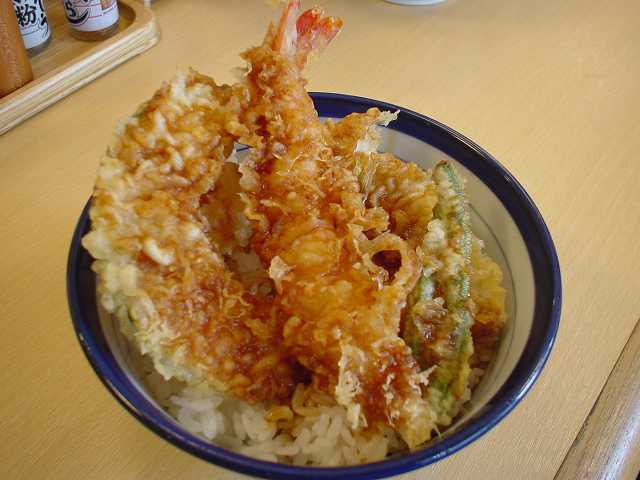
طبق "تيندون" وهو عبارة عن طبق من الأرز يضاف فوقه قطع من التيمبورا.

تيمبورا (باليابانية: 天ぷら) هو أحد الأطباق اليابانية والذي يتكون من المأكولات البحرية أو الخضراوات التي تقلى بعد تغميسها بصلصة من الدقيق والبيض.

## تاريخ
تعود أصول التيمبورا إلى المبشرين البرتغاليين الذين قدموا إلى اليابان في القرن السادس عشر. ويقال بأن الشوغون توكوغاوا إياسو مؤسس شوغونية توكوغاوا كان من محبي التيمبورا. يعتقد بأن أصل كلمة تيمبورا تعود إلى كلمة "tempora" اللاتينية والتي تعني «فترة زمنية» أو «مؤقت» وتشير إلى فترات الاعتكاف التي يتجنب فيها الراهب أكل اللحوم ويتحول إلى أكل الأسماك والخضار.